# Kamień Diabelski na Jaworzynie Krynickiej

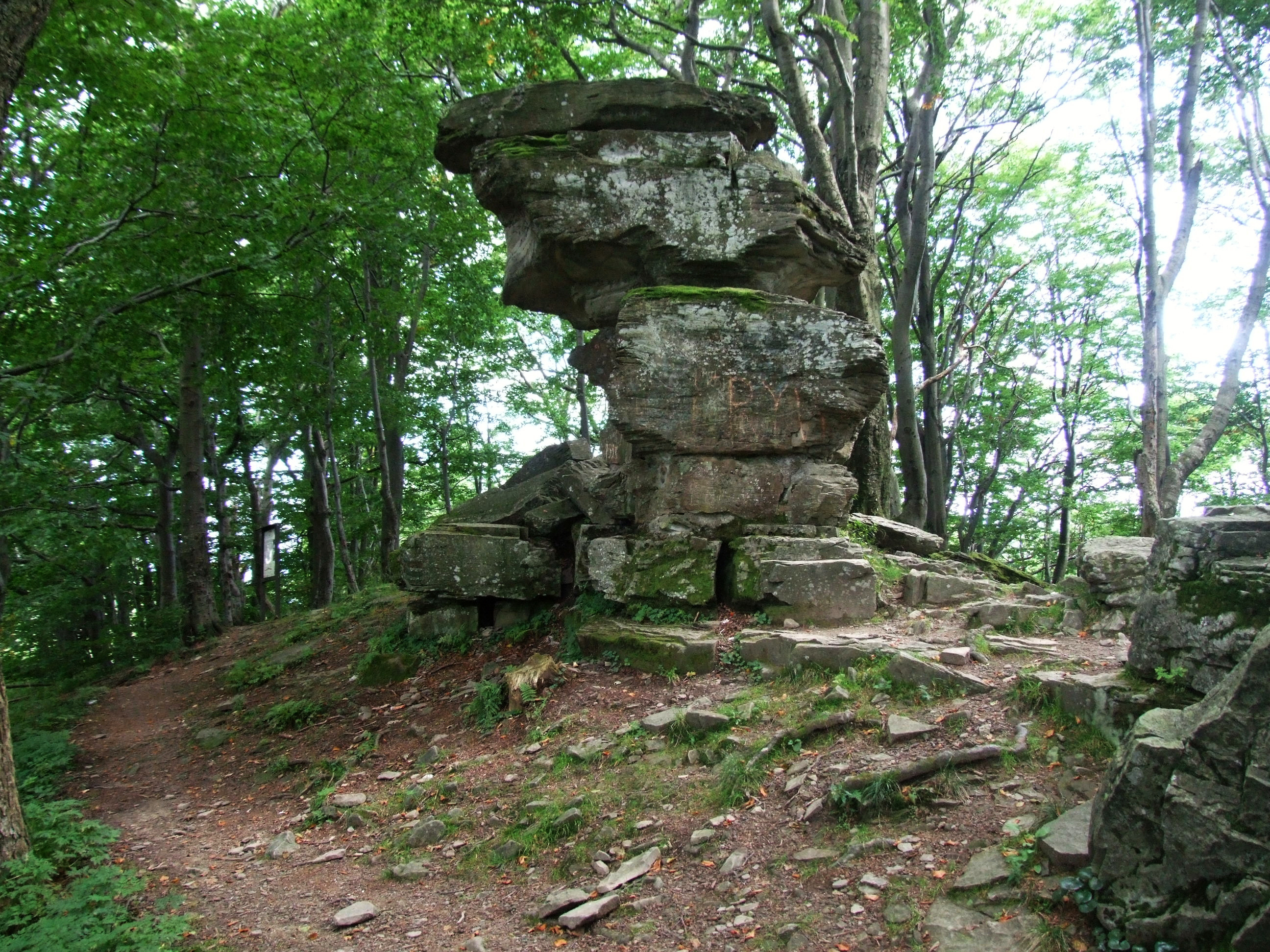

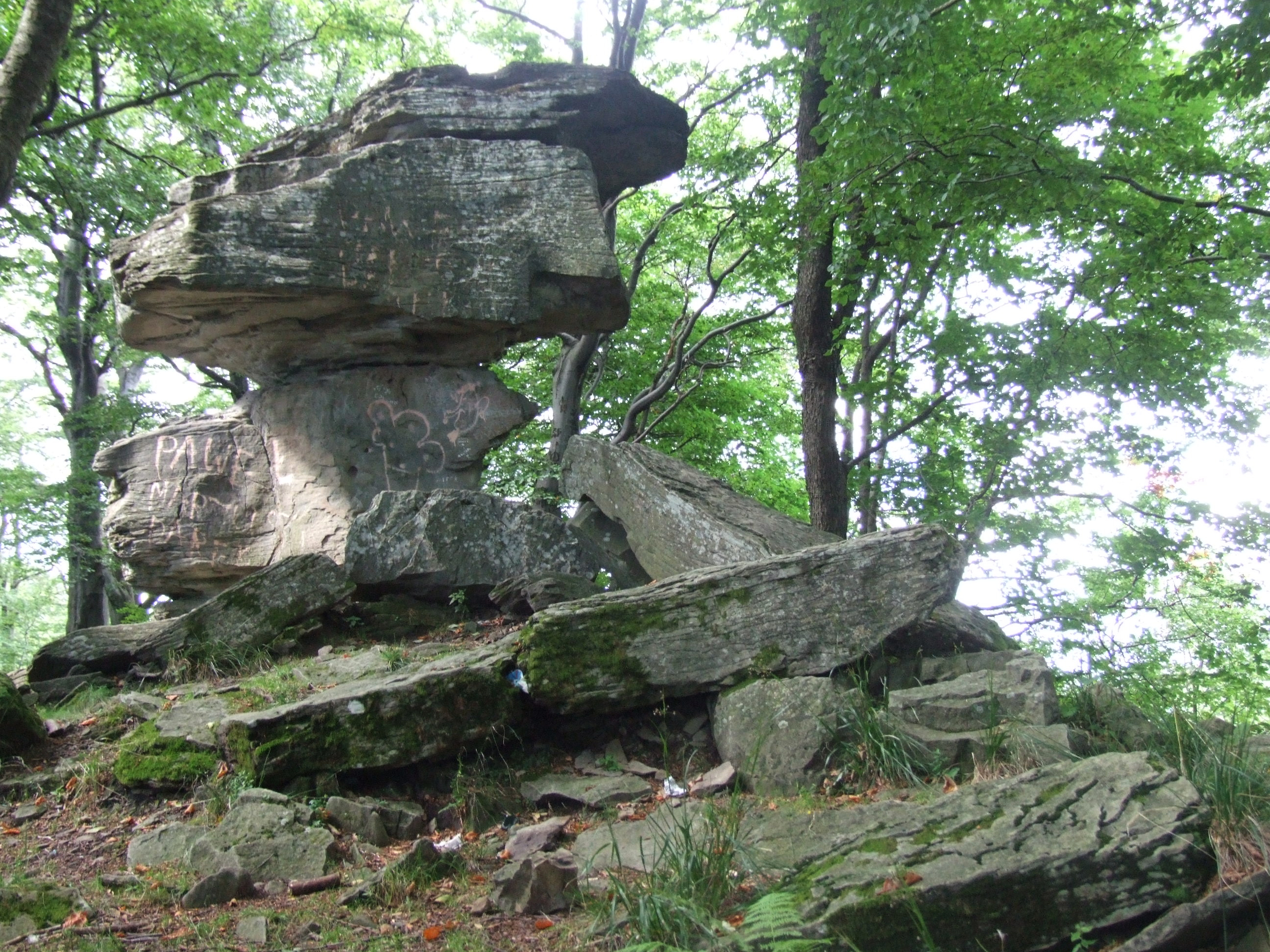

Kamień Diabelski na Jaworzynie Krynickiej – pomnik przyrody nieożywionej na wschodnich stokach Jaworzyny Krynickiej, najwyższego szczytu w Paśmie Jaworzyny w Beskidzie Sądeckim. Znajduje się w lesie, przy czerwonym i zielonym szlaku turystycznym, które na tym odcinku biegną wspólnie narciarską trasą zjazdową. Kamień znajduje się w lesie powyżej sztucznego zbiornika z wodą. Jest to zbudowany z piaskowców ostaniec mający kształt dużego grzyba o wysokości około 5 m. Jego forma została ukształtowana przez działania erozyjne i niejednakową wytrzymałość na wietrzenie różnych składników skał.

## Legendy
Pochodzenie kamienia wśród ludności miejscowej owiane jest dwoma legendami. Pierwsza z nich mówi, że kamień ten został upuszczony przez diabła, który niósł go, by zniszczyć nim zdroje krynickie. Jednak w Krynicy zapiał kogut i diabeł upuścił kamień nie doniósłszy go.
Druga legenda ma formę bardziej rozbudowaną: Dawno temu rycerz z Muszyny zakochał się w krynickiej pasterce. Ojciec rycerza nie chciał zgodzić się na małżeństwo, bo dziewczyna była biedna. Kiedy król wezwał na wyprawę wojenną, wysłał na nią syna, myśląc, że zapomni o ubogiej ukochanej. Gdy po wyprawie rycerz wracał w rodzinne strony, na Górze Parkowej w Krynicy napadli go zbójcy. Jęki rannego usłyszała pasterka, pasąca w pobliżu owce. Zobaczywszy ukochanego, uklękła i zaczęła modlić się do Matki Boskiej, prosząc o jego uzdrowienie. Wielkie było jej zdziwienie, gdy zobaczyła wypływające tuż obok źródełko. Obmyła nim rany rycerza i ten wnet ozdrowiał, a ojciec zgodził się na małżeństwo syna z biedną pasterką. Kiedy diabły usłyszały o istnieniu w Krynicy cudownego źródełka z życiodajną wodą, postanowiły je zniszczyć. Jeden z nich podniósł z Tatr potężny kamień, by go na nie zrzucić. Ale pod szczytem Jaworzyny zapiał kur – diabeł przestraszył się i upuścił kamień. Leży tam do dziś.